# Pachón navarro
Pachón navarro[Nota](em basco: Nafarroako eper txakur) é um tipo de cão de caça espanhol, nativo de Navarra, que tem a característica incomum do nariz dividido ao meio. Acreditava-se antigamente que esse nariz incomum lhe conferia uma sensibilidade extra ao faro, uma das principais razões por ter sido escolhido como cão de caça.  Hoje, sabe-se que esse recurso é apenas uma diferença estética.

## Descrição
O moderno pachón navarro é um cão de caça do tipo braco (cão de aponte) que aponta para a caça. Tem pelos curtos que podem ser marrons e brancos, ou laranja e branco, comumente pintados como a maioria pointers alemães. Na cabeça e grandes manchas na pelagem são geralmente de cor sólida.
Com uma cabeça larga, é um animal substancialmente grande, pesando entre 27 e 33 kg e tendo uma altura entre 48 e 57 cm na cernelha. Suas orelhas são compridas e pêndulas.

## História

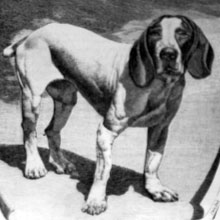
Pachón Navarro (c. 1890)

A Federação Cinológica Internacional e outros grandes kennel clubes internacionais não reconhecem o pachón navarro}}. Porém o Kennel Clube Espanhol reconheceu a raça.
Acredita-se que a variedade tenha descendido do cão Talbot e de outros cães de caça, originários do século XII. É provavelmente relacionado ao Antigo pointer espanhol, ao qual se assemelha na aparência.
Acredita-se que  o pachón navarro tenha atingido seu ápice de popularidade entre a nobreza espanhola dos séculos XVIII e XIX, tornando-se quase extinto após a Guerra Civil Espanhola. Alguns entusiastas vasculharam o país e restabeleceram o plantel.
Cães ferais, chamados de cães de focinho duplo, encontrados na América do Sul, são descendentes de cães Pachón Navarro trazidos pelos Conquistadores espanhóis no século XVI.

## Conservação
Esta antiga variedade regional de cães está em perigo de extinção; em março de 2007, foram contados entre 70 e 80 exemplares de raça pura. Hoje, seu crescimento é promovido através de uma associação criada para preservá-lo e estabelecê-lo como uma raça padronizada, sem alterar suas características definidas.  